# America (1924)
America is een Amerikaanse dramafilm uit 1924 onder regie van D.W. Griffith. Het scenario is gebaseerd op de roman The Reckoning (1905) van de Amerikaanse auteur Robert W. Chambers.

## Verhaal
De ruiter Nathan Holden is verliefd op Nancy Montague, de dochter van een behoudsgezinde rechter. Haar vader acht hem ver beneden haar stand. Er ontstaan nog meer moeilijkheden, als de Amerikaanse Onafhankelijkheidsoorlog uitbreekt.

## Rolverdeling
| Acteur              | Personage         |
| ------------------- | ----------------- |
| Neil Hamilton       | Nathan Holden     |
| Erville Alderson    | Justice Montague  |
| Carol Dempster      | Nancy Montague    |
| Charles Emmett Mack | Charles Montague  |
| Lee Beggs           | Samuel Adams      |
| John Dunton         | John Hancock      |
| Arthur Donaldson    | Koning George III |
| Charles Bennett     | William Pitt      |
| Downing Clarke      | Hofmaarschalk     |
| Frank Walsh         | Thomas Jefferson  |
| Frank McGlynn jr.   | Patrick Henry     |
| Arthur Dewey        | George Washington |
| P.R. Scammon        | Richard Henry Lee |
| Lionel Barrymore    | Walter Butler     |
| Sydney Deane        | Ashley Montague   |